# La vera storia del dottor Jekyll
La vera storia del dottor Jekyll (I, Monster) è un film del 1971 diretto da Stephen Weeks.
Pellicola horror britannica prodotta dalla Amicus Productions e diretto da un regista debuttante. Si tratta di un adattamento del celebre romanzo di Robert Louis Stevenson Lo strano caso del dottor Jekyll e del signor Hyde. Nella versione originale i nomi dei personaggi principali furono cambiati in Dr. Charles Marlowe e Mr. Edward Blake. Nella versione doppiata in italiano, furono invece reinseriti i nomi originali dei personaggi di Stevenson.

## Trama
Lo psicologo Henry Jekyll (Charles Marlowe nella versione originale) inventa una droga che riesce a liberare i propri pazienti dalle loro inibizioni - ma quando decide di testarla su sé stesso iniettandosela in vena, si trasforma in un essere brutale e malvagio, l'immorale Mr. Edward Hyde (Edward Blake nella versione originale) che sprofonda ben presto nel crimine e nell'assassinio. Utterson, l'avvocato di Jekyll, crede che Hyde stia ricattando il suo amico fino a quando non scopre la verità.

## Produzione
Il film vede Christopher Lee nella parte del dottore e del suo alter ego malvagio, e Peter Cushing nel ruolo di Frederick Utterson, un personaggio centrale nel romanzo originale di Stevenson, trascurato in quasi tutte le precedenti riduzioni cinematografiche. Lo sceneggiatore Milton Subotsky scrisse l'ennesimo adattamento del racconto di Stevenson prendendosi la libertà di ribattezzare come Marlow e Blake il protagonista (ed il suo alter ego) del romanzo. Viene introdotta inoltre nella storia una chiara matrice culturale di stampo freudiano. La novità di questa versione sta, comunque, nel metodo di assorbimento della "pozione" da parte del dottore, non più ingerita bevendola ma iniettata in vena per mezzo di una siringa ipodermica trasformando Jekyll/Marlowe in una sorta di tossicodipendente ante litteram. In Italia, in fase di doppiaggio furono apportate modifiche e stravolgimenti veri e propri della trama del film. Innanzitutto, per aumentare il potenziale commerciale dell'opera, il personaggio di Christopher Lee, che nella versione originale era chiamato dottor Charles Marlowe, tornò al più famigliare nome di Henry Jekyll come nel romanzo, e così anche mister Edward Blake tornò ad essere mister Hyde. La professione di psicologo del personaggio venne camuffata con dei dialoghi riscritti quasi del tutto in modo da rendere immediata l'identificazione del personaggio con quello creato da Stevenson, che era un medico ma non uno psicologo. Infine, in alcune copie furono inserite anche delle scene spurie, tra le quali una scena di nudo, girate in maniera approssimativa e tagliate nelle successive riedizioni.
A Peter Duffell, che aveva già lavorato in precedenza per la Amicus, venne offerta la regia della pellicola ma egli rifiutò. I finanziamenti per la messa in opera del film giunsero dalla British Lion e dalla NFFC.
Originariamente il film avrebbe dovuto essere girato in 3-D, ma il processo venne interrotto a metà della lavorazione. Ciò causò un ritardo nel completamento del film rispetto ai tempi stabiliti.

## Accoglienza
Alla sua uscita il film non riscosse particolare successo, incassando molto poco al box office nonostante la presenza delle due star Lee e Cushing. In Europa la pellicola venne distribuita nei cinema nel novembre 1971, mentre invece negli Stati Uniti uscì solo due anni dopo, nel 1973.